# 宋䨜
宋䨜（1596年—1648年），字润甫，號念春，山东兖州府城武县人。

## 生平
清介守祖业，不置房产，虽既贵犹食贫时。天啓七年（1627年）丁卯科山东乡试举人，崇祯十三年（1640年）庚辰科進士，大理寺观政，官西安府推官，风采凛然，吏敛避。时大叛郑豹者作乱，马贼数千。䨜统兵擒之，招抚余党，四境获安。以才名著，署本府事兼领镇西伯印。崇祯十六年，李自成攻克西安，总兵白广恩等一城皆降，独䨜与家人投井殉国，为奴仆救出，退居山西高平。顺治五年正月朔七日卒。

## 家族
有遗腹子宋儒陆，字则象，太学生。
女宋氏，随父之西安任，癸未闯贼䧟城，女年十六，投缳而死，䨜欲投井不果，见女尸哭曰：吾愧尔多矣。继室马氏，夫亡守节。